# Ярцевская улица (Москва)
Я́рцевская у́лица (название утверждено 25 декабря 1961 года) — улица в Москве, на территории района Кунцево Западного административного округа. Нумерация домов начинается от Молодогвардейской улицы. Входит в состав Северо-Западной хорды.

## Расположение
Проходит между Молодогвардейской улицей и Рублёвским шоссе, начинается как продолжение улицы Боженко, затем пересекается Партизанской улицей, слева примыкает Оршанская улица, на площади Академика Петрова пересекается Ельнинской улицей, после развязки с Рублёвским шоссе продолжается как Крылатская улица.

## Происхождение названия
Улица была названа по городу Ярцево Смоленской области в связи с расположением на западе Москвы.

## Здания и сооружения
По нечётной стороне:
- № 1а — Храм Святого Праведного Иоанна Русского в Кунцеве;
- № 11 корп. 4 — детский сад № 827;
- № 19 — ТРЦ «Кунцево-Плаза» (первоначально — «Рамстор»). Построен в 1998 году по проекту коллектива авторов под руководством архитектора В. П. Соколова[3];
- № 21 стр. 1 — кинотеатр «Брест». У здания установлена скульптурная композиция «Поднимающий знамя» (1970-е, скульптор А. Н. Бурганов)[4];
- № 25а — автостанция «Молодёжная»; торговый центр «Трамплин»;
- № 29 корп. 3 — отделение почтовой связи № 121552.

По чётной стороне:
- № 8 — учебный центр иностранных языков «Комплэнг»;
- № 10 — Банковский колледж № 45;
- № 12 стр. 1 — Кунцевский районный суд города Москвы;
- № 30 — Московский институт новых информационных технологий.

### Тоннель
- Ярцевский тоннель

## Транспорт

### Метрополитен
- Станция метро «Молодёжная»

### Автобус
Около станции метро «Молодёжная» располагаются остановки автобусов: 58, 73, 127, 135, 190, 229, 251, 251к, 300, 391, 418, 464, 554, 597, 626, 660, 691, 732, 757, 794, 794к, 825, 829, 867.

## Северо-Западная хорда
Северо-Западная хорда — автомобильная дорога в Москве. Строится вместо Четвёртого транспортного кольца, от которого было решено отказаться в силу его крайней дороговизны. Северо-Западная хорда насчитывает в себе 5 участков, которые проектируются и строятся отдельно друг от друга.
В рамках строительства 4 участка Северо-Западной хорды планируется вхождение Ярцевской улицы в состав Северо-Западной хорды. Также планируется строительство тоннеля на пересечении Ярцевской и Ельнинской улиц (тоннель пройдёт под Ярцевской улицей).